# لیگ حرفه‌ای فوتبال پرتغال
لیگ حرفه‌ای فوتبال پرتغال (به پرتغالی: Liga Portuguesa de Futebol Profissional) که با نام اختصاری LPFP نیز شناخته می‌شود، یک نهاد حاکم بر مسابقات باشگاهی حرفه‌ای فوتبال در پرتغال است. این سازمان در سال ۱۹۷۸ با نام لیگ باشگاه‌های حرفه‌ای فوتبال پرتغال (به پرتغالی: Liga Portuguesa dos Clubes de Futebol Profissional) تأسیس شد و به عنوان یک نهاد مستقل تحت نظارت فدراسیون فوتبال پرتغال فعالیت می‌کند و در سال ۲۰۲۰، نام آن به نام فعلی تغییر یافت.
لیگ حرفه‌ای مسئول سازماندهی و نظارت بر دو دسته برتر، لیگا پرتغال، لیگا پرتغال ۲ و تاسا دا لیگا، که یک رقابت حذفی است و باشگاه‌های حاضر در این دو لیگ حرفه‌ای (به جز تیم‌های ذخیره یا B) در آن شرکت می‌کنند.
رئیس فعلی، داور بین‌المللی سابق پرتغالی، پدرو پروئنکا، است که از ۲۸ ژوئیه ۲۰۱۵ در این سمت مشغول به کار است.

## فهرست رؤسا
1. ژواو آرانیا[الف] (۱۹۸۰–۱۹۷۸)
2. ایتو گومس د آلمیدا[ب] (۱۹۸۹–۱۹۸۰)
3. والنتیم لوریرو (۱۹۹۴–۱۹۸۹)
4. مان.ئل داماسیو موقت (۱۹۹۵–۱۹۹۴)
5. پینتو دا کوستا (۱۹۹۶–۱۹۹۵)
6. والنتیم لوریرو (۲۰۰۶–۱۹۹۶)
7. هرمینیو لوریرو[پ] (۲۰۱۰–۲۰۰۶)
8. فرناندو گومس (۲۰۱۱–۲۰۱۰)
9. ماریو فیگوئیردو[ت] (۲۰۱۵–۲۰۱۲)
10. لوئیس دوکه[ث] (۲۰۱۵–۲۰۱۴)
11. پدرو پروئنکا (حال–۲۰۱۵)

### یادداشت
1. ↑  João Aranha
2. ↑  Lito Gomes de Almeida
3. ↑  Hermínio Loureiro
4. ↑  Mário Figueiredo
5. ↑  Luís Duque